# ماريك كينسل
ماريك كينسل (بالتشيكية: Marek Kincl)‏ (3 أبريل 1973 ببراغ في التشيك - ) هو لاعب كرة قدم تشيكي في مركز الهجوم. شارك مع منتخب جمهورية التشيك تحت 21 سنة لكرة القدم ومنتخب جمهورية التشيك لكرة القدم. أما مع النوادي، فقد لعب مع دوكلا براغ ورابيد فيينا وزينيت سانت بطرسبرغ وسبارتا براغ ونادي سلوفان ليبيريتس ونادي هراتس كرالوفه وFK Bohemians Prague (Střížkov) ‏ وFC Slavoj Vyšehrad ‏ ونادي بريبرام وسوادورف ‏ وFC Zlín ‏ وفيكتوريا زيزكوف وFK Chmel Blšany ‏ وSK Spolana Neratovice ‏.

## وصلات خارجية
- ماريك كينسل على موقع الاتحاد التشيكي (الإنجليزية)
- ماريك كينسل على موقع قاعدة بيانات كرة القدم.إي يو (الإنجليزية)
- ماريك كينسل على موقع ناشيونال فوتبول تيمز (الإنجليزية)
- ماريك كينسل على موقع Soccerway.com (الإنجليزية)
- ماريك كينسل على موقع عالم كرة القدم.نت (الإنجليزية)